# UMPK

FAB-500 mit UMPK-Rüstsatz entfaltet im Fall die Tragflächen

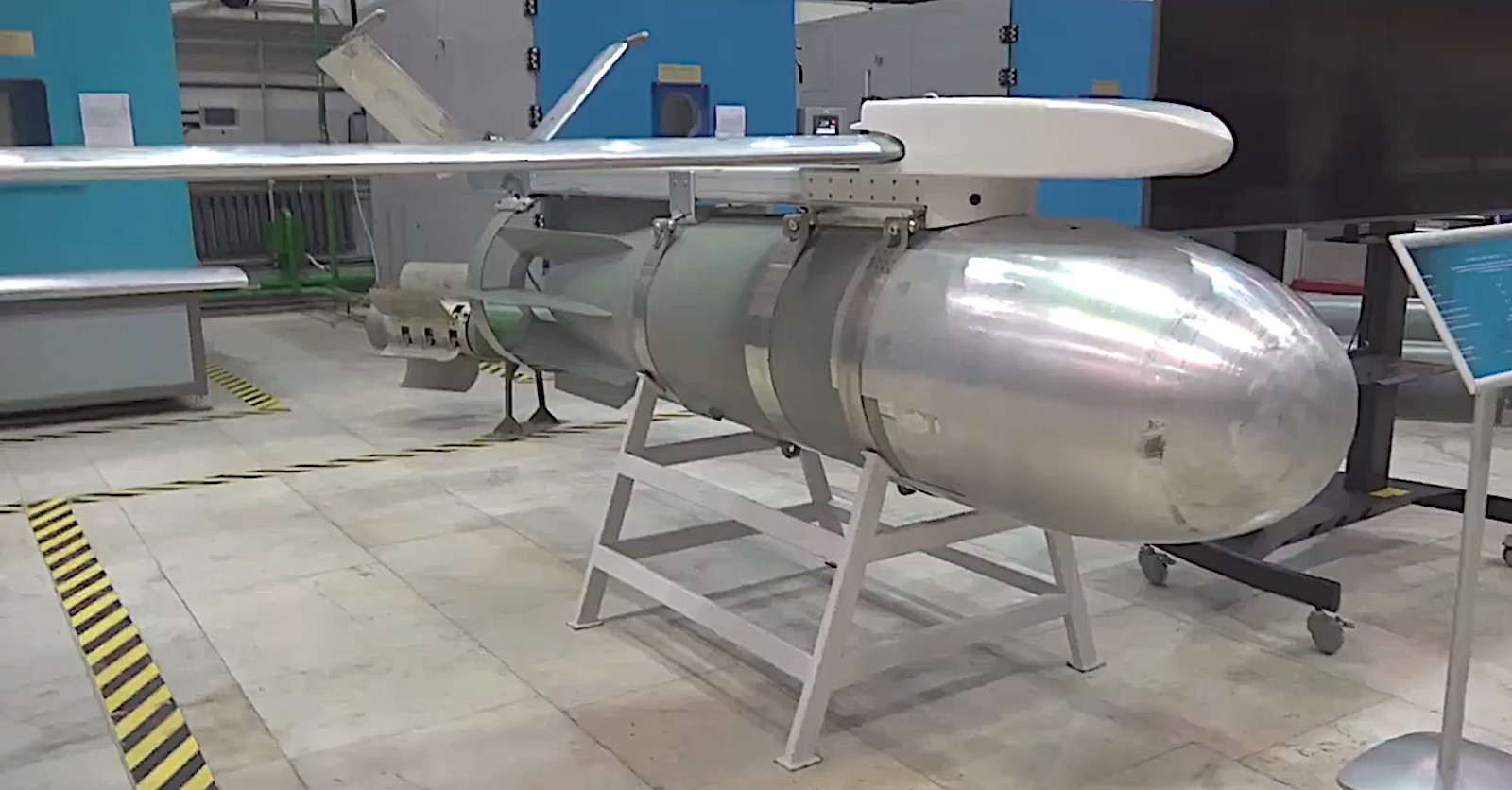
FAB-1500 mit UMPK-Rüstsatz

UMPK (russisch УМПК; Унифицированный модуль планирования и коррекции Unifizirowanny modul planirowanija i korrekzii „Einheitliches Gleit- und Korrekturmodul“) ist ein russischer Rüstsatz um ungelenkte Freifallbomben in präzisionsgelenkte Gleitbomben zu konvertieren. UMPK ist ähnlichem zum US-amerikanischen Joint Direct Attack Munition (JDAM). Mit den UMPK-Gleitbomben ausgerüstete Flugzeuge können diese in größerem Abstand zum Ziel auslösen und sind deswegen durch gegnerische Luftabwehr weniger gefährdet. Die UMPK-Gleitbomben werden seit 2023 in großem Umfang durch die russischen Luftstreitkräfte während des russischen Überfall auf die Ukraine eingesetzt.

## Geschichte
Ein MPK genannter Rüstsatz für gelenkten Gleitflug für sowjetische bzw. russische Freifallbomben wurde im Jahre 2002 vom russischen Konstruktionsbüro NPO Basalt auf der Farnborough International Airshow in England vorgestellt. Es sollte eine kostengünstige Möglichkeit bieten, die Reichweite und Präzision von Freifallbomben zu erhöhen. Dieser umfasste vier Varianten mit verschiedenen Steuerungen und einem zusätzlichen Pulsstrahltriebwerk für mehr Reichweite. Russland zeigte das Konzept in den nachfolgenden Jahren auf verschiedenen internationalen Ausstellungen. Das Konzept wurde mehrfach umgestaltet, ging aber nie in Produktion. Es ist nicht bekannt, wie weit fortgeschritten das Projekt war; bis dahin wurden nur Skizzen und Modelle gezeigt.
Es ist auch nicht bekannt, warum das Projekt nicht fertiggestellt wurde. Wahrscheinlich hatte Russland damals nicht erwartet, an einem Konflikt beteiligt zu sein, wo einfache, aber günstig und in großen Mengen herzustellende Gleitbomben eine Rolle spielen würden und konzentrierte sich stattdessen auf vollwertige und komplexe Präzisionswaffen, z. B. UPAB-1500B.
Anfang Januar 2023 wurde auf russischen sozialen Netzwerken ein Foto einer FAB-500 M-62 mit einem JDAM-ähnlichen Rüstsatz geteilt. Ebenfalls seit Januar 2023 wurden zunächst vereinzelte Gleitbombeneinsätze auf ukrainisches Gebiet gemeldet. Ende März 2023 berichtete die Ukrainische Luftstreitkräfte von intensiven Angriffen mit 500 kg Gleitbomben. Das Verteidigungsministerium der Russischen Föderation berichtete erstmals im Mai 2023 öffentlich über UMPK.
Es war lange Zeit nicht bekannt, wer der Hersteller des UMPK-Rüstsatzes war. Da es sich beim UMPK eher um eine Neuentwicklung handelt, hielt man es für unwahrscheinlich, dass es NPO Basalt sein könnte. Erst im Januar 2024 machte das russische Verteidigungsministerium den Besuch von Sergei Shoigu bei der Tactical Missiles Corporation in der Moskauer Region publik. Dort wurde die Produktion von 250, 500 und 1.500 kg Bomben sowie den UMPK-Rüstsätzen gezeigt. Bei den in der Ukraine eingesetzten Exemplaren wurden jegliche Hinweise auf die Hersteller der Komponenten entfernt. Damit versucht Russland die Zulieferer und Lieferwege möglichst zu verschleiern.
Der massive Gebrauch russischer Gleitbomben gilt als ein Faktor für das Scheitern der ukrainischen Gegenoffensive 2023. Auch bei der Einnahme von Awdijiwka im Februar 2024 spielten sie eine große Rolle.
Die UMPK-Rüstsätze sind nicht sehr zuverlässig, so gingen zwischen April 2023 und April 2024 in der russischen Region Belgorod mindestens 38 Gleitbomben nieder. Manche verursachten große Sach- und Personenschäden. Dieses scheint von Russland akzeptiert zu werden, denn die Fehlabwürfe machen nur ein kleiner Anteil aus, der die Effektivität des Waffensystems nicht in Frage stellt. So wurden nur vom 18. bis 24. März 2024 etwa 700 Gleitbomben auf die Ukraine abgeworfen.
Ein UMPK-Rüstsatz soll 2 Millionen Rubel kosten (ca. 25.000 €) und wäre somit ziemlich günstig. Für Russland ist dieses entscheidend, da es beschränkte Möglichkeiten hat, gewöhnliche präzisionsgelenkte Munition zu produzieren, aber über eine große Menge Freifallbomben verfügt.
In dem UMPK-Rüstsatz ist handelsübliche Elektronik, die nicht den strengeren militärischen Richtlinien entspricht (z. B. MIL-STD-810), verbaut. Auch soll der Öffnungsmechanismus für die Flügel nicht sehr zuverlässig sein. Die Konstruktion ist ausgerichtet, kostengünstig und schnell produzierbar zu sein. Die geschätzte Versagerquote beträgt 4 bis 6 Prozent. Da die meisten über russischen Gebieten niedergegangene UMPK-Gleitbomben nicht explodieren, scheint es eine Fail-Safe-Vorrichtung am Zünder zu geben.
Die UMPK-Gleitbomben sind nicht sonderlich genau. Beobachtungen zeigen eine durchschnittliche Abweichung vom Ziel von 15 bis 20 m. Da aber z. B. die 500-kg-Bombe einen Gefährdungsradius von über 100 m bei Weichzielen hat, ist diese Präzision für den Zweck ausreichend. Russischen Berichten nach, setzen die Ukraine zunehmend mehr bessere Störsender ein, welche die Satellitensignale überlagern. Dieses führt zu einer zunehmend schlechteren Präzision.

## Technik
Mit dem UMPK-Rüstsatz werden ungelenkte Freifallbomben in präzisionsgelenkte Gleitbomben konvertiert. Die Reichweite hängt stark von der Abwurfhöhe, der Geschwindigkeit und der Trajektorie des Trägerflugzeugs beim Abwurf. Die Erfahrungen aus der Ukraine zeigen, dass die russischen Piloten die Gleitbomben etwa 35–40 km vor der Front abwerfen und sie deshalb von der ukrainischen Luftabwehr nur schwierig bekämpft werden können.
Vom Konzept her ist UMPK ähnlich zur US-amerikanischen Joint Direct Attack Munition (JDAM). Der größte Unterschied ist, dass bei den amerikanischen Freifallbomben die Heckteile abnehmbar sind und JDAM neue Heckteile mit Steuerflächen bereitstellt. Bei den russischen Freifallbomben sind die Heckpartien an den Bombenkörper angeschweißt, daher befinden sich beim UMPK die Steuerflächen hinter den Tragflächen am Bombenkörper befestigt. Der Rüstsatz ist grob bearbeitet und hat den Anschein eines Provisoriums.
Der UMPK-Rüstsatz besteht aus einem länglichen Körper, Klappflügeln, zwei Steuerflächen, einem starren V-Leitwerk und der Steuerelektronik. Der Körper des Rüstsatzes wird mittels Befestigungsschellen an den Bombenkörper angebracht.
Bei der UMPK-Variante für 250- und 500-kg-Bomben befinden sich die Steuerflächen am Heck des Rüstsatzkörpers. Das starre V-Leitwerk wird direkt am Bombenheck angebracht. Dabei beträgt die Spannweite der Tragflächen etwa 2,30 m, die Spannweite der Leitflächen etwa 1 m, und die Länge des Rüstsatzkörpers 1,85 m. Der UMPK-Rüstsatz wird kontinuierlich weiterentwickelt, deswegen gibt es zwischen den Versionen Veränderungen z. B. beim V-Leitwerk.
Bei der UMPK-Variante für größere Bomben wie FAB 1500 ist das starre V-Leitwerk hinten am Rüstsatzkörper angebracht, die Steuerflächen sind in den Flügeln integriert. Die flache Nase der FAB-1500-M54 Bombe wird zusätzlich mit einer aerodynamischen Haube bedeckt. Dieses senkt den Luftwiderstand und erhöht die Reichweite.
Die Gleitbombe kann mithilfe des Satellitennavigationssystems Kometa-M des Herstellers VNIIR Progress zu den eingegebenen Koordinaten selbständig navigieren. Dieses Satellitennavigationsmodul ist auch in anderen russischen Waffensysteme (z. B. Orlan-10-Drohne) zu finden. Kometa-M nutzt Signale von GPS/GLONASS und ist ausgelegt, Störungen aufgrund elektronische Gegenmaßnahmen zu widerstehen. Im Januar 2023 untersuchte in der Ukraine eingesetzte UMPK hatten noch lediglich ein Trägheitsnavigationssystem.
Kurz nach dem Abwurf der Gleitbombe zündet ein pyrotechnischer Satz, welcher das Ausklappen der Flügel initiiert. In der Nase des Körpers befinden sich zwei starke gespannte Federn wirken dazu auf Flügel. Zwei Thermalbatterien versorgen die elektronischen Systeme mit Strom. Ein Steuermodul wertet die Daten des Satelliten- und des Trägheitsnavigationssystems aus und steuert mit zwei Servomotoren die Steuerflächen entsprechend an.

## Mit UMPK eingesetzte Bomben

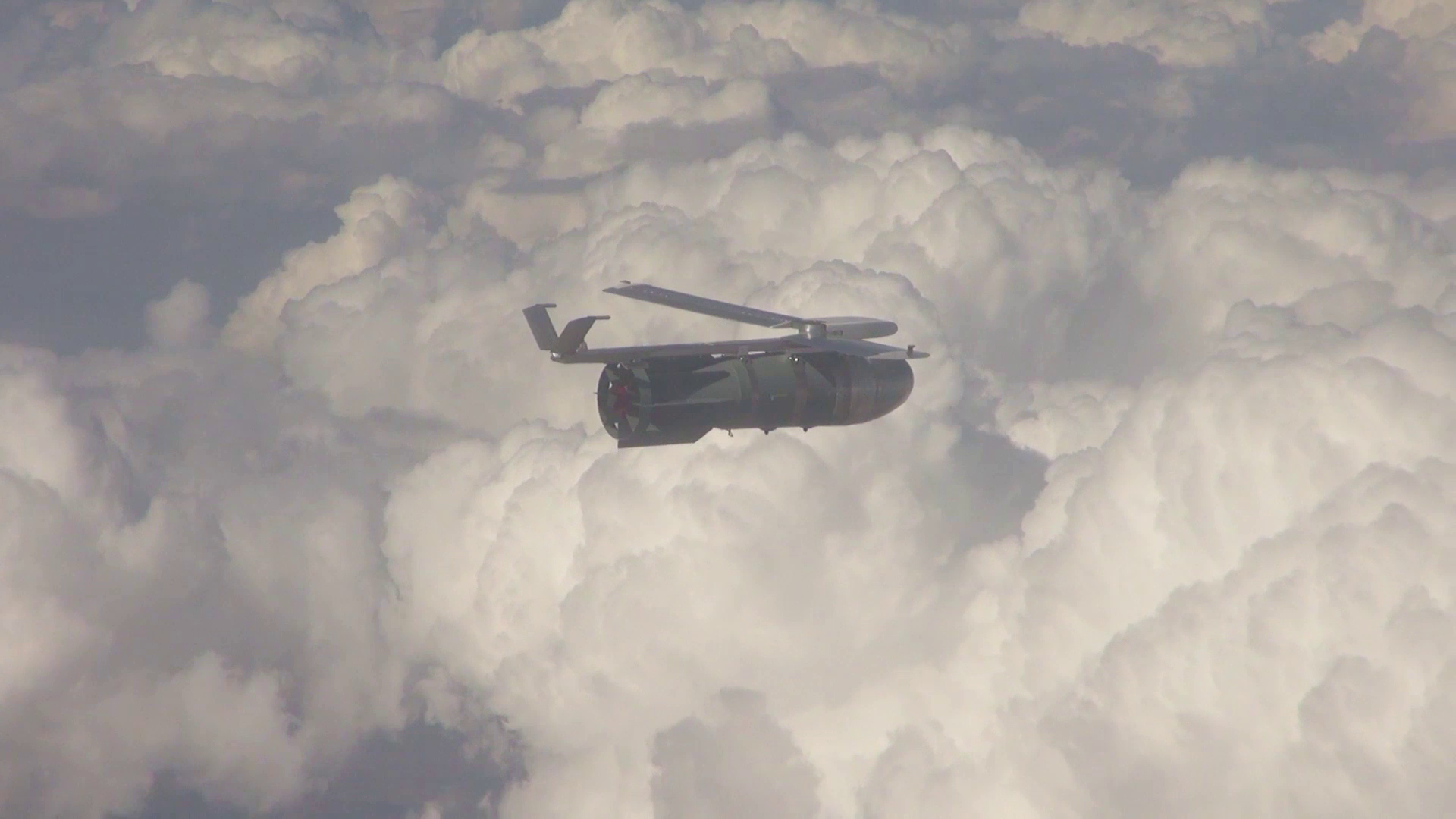
FAB-3000 mit UMPK-Rüstsatz

- FAB-3000 mit UMPK-RüstsatzFAB-500 (Spreng-/Splitterbombe) – ab Januar 2023[1]
- FAB-250 (Spreng-/Splitterbombe) – ab Mai 2023[13]
- FAB-1500 (Spreng-/Splitterbombe) – ab September 2023.[14] Es handelt sich dabei um die meist eingesetzte UMPK-Gleitbombe.[15]
- RBK-500 (Streubombe) – ab November 2023[16]
- ODAB-1500 (Aerosolbombe) – ab Februar 2024[17]
- ODAB-500 (Aerosolbombe) – ab April 2024[18]
- FAB-3000 (Spreng-/Splitterbombe) – ab Juni 2024. Berichten nach wird der militärische Einsatzzweck einer solchen großen Bombe in Frage gestellt und eher Propaganda vermutet.[11]

## Einsätze
Das Forbes-Magazin erklärte im August 2023, dass der großflächige Einsatz russischer Lenkbomben die ukrainische Gegenoffensive an der Saporischschja-Front erheblich behindert habe.
Gleitbomben spielten auch eine große Rolle in der Schlacht um Awdijiwka. Innerhalb von 24 Stunden wurden mehr als 250 FAB-250 und FAB-500 eingesetzt. Dieses ständige Bombardement trug nachweislich stark zum russischen Sieg in Awdijiwka bei.
Mitte Juni 2024 tauchte ein Video auf, das den angeblichen Einsatz einer FAB-3000 M-54 auf Krankenhaus nahe der Stadt Charkiw zeigt. Allerdings verfehlte die Bombe das Gebäude leicht, dadurch hielt sich der Schaden in Grenzen.
Am 14. Juni 2024 setzten die russischen Streitkräfte zum ersten Mal die FAB-3000 M-54 gegen eine ukrainische Stellung in den Regionen Charkiw und Sumy. In den nächsten Tagen kam es in derselben Region zu weiteren angeblichen Einsätzen der Bombe, von denen Videos online erschienen. Die Videos zeigen, dass die FAB-3000 M-54 hauptsächlich für die Zerstörung von Gebäuden genutzt wird. Wegen ihres hohen Gewichts hat die FAB-3000 eine kürzere Reichweite und ist ungenauer als andere russische Gleitbomben. Deshalb scheint es mehr eine Propagandawaffe zu sein.